# 양운중학교
양운중학교(養雲中學校)는 대한민국 부산광역시 해운대구 좌동에 있는 공립 중학교이다.

## 학교 연혁
- 1998년 1월 6일 : 양운중학교 설립인가(23학급)
- 1998년 3월 1일 : 개교 및 초대 차상대 교장 취임
- 1998년 3월 4일 : 제1회 입학식(9학급 292명)
- 2000년 3월 31일 : 펜싱부(사브르) 창단
- 2009년 10월 28일 : 양운솔길(학교 숲) 및 그린나래(야외학습장) 개장
- 2011년 3월 1일 : 학교문화개선 정책 연구학교 운영(교육과학기술부)
- 2011년 7월 6일 : 학교공원화사업 ＂양운햇살뜰애＂ 개장식
- 2017년 3월 1일 : 부산광역시 교육청지정 체육교육 거점학교 연구힉교 운영(~2019.02.28)
- 2022년 3월 1일 : 제11대 김애리 교장 취임
- 2024년 1월 4일 : 제26회 졸업식(7학급 186명, 누계 7,829명)
- 2024년 3월 4일 : 제27회 입학식(7학급 178명)

## 참고 자료
- 양운중학교 - 한국교육학술정보원 학교알리미